# 笑え!ガンガン
『笑え!ガンガン』（わらえ ガンガン）は、テレビ朝日系列局で放送されていたテレビ朝日制作のバラエティ番組である。制作局のテレビ朝日では、1977年4月6日から同年6月29日まで毎週水曜 19:00 - 19:30 （日本標準時）に放送。
ドタバタ喜劇で注目を浴びていた劇団東京ヴォードヴィルショーによるコント番組。番組前半には、ヴォードヴィルショーのメンバーのみによるコントコーナー「ボードビル笑劇場」を放送。そして後半には、ゲストを交えてのコント集などを放送していた。